# Pul'gon
Pulgon (in kirghiso Пүлгөн?, in russo Пульгон?), conosciuta ai tempi dell'Unione Sovietica come Frunzenskoe, è una città del Kirghizistan, capoluogo del distretto di Kadamžaj.
L'insediamento si trova vicino al confine con l'Uzbekistan, nei suoi pressi si trova l'importante città mineraria di Kadamžaj.